# Franz Isaak von Froideville
Franz Isaak Monod von Froideville (* 12. Mai 1720 in Ballens, Kanton Bern (getauft in Biere); † 30. März 1794 in Paddein) war preußischer Generalmajor, Inspekteur der zweiten Armee und Assessor im fünften Departement des Oberkriegskollegiums.

## Leben

### Herkunft
Seine Eltern stammten aus dem Schweizer Kanton Bern. Sein Vater war Gabriel Monod von Froideville der Herr von Ballens und Yens, seine Mutter war Susanne von Crousaz. Sein Bruder Gabriel Monod von Froideville war ebenfalls preußischer Generalmajor.

### Werdegang
Er stieg im preußischen Dragoner-Regiment Nr. 6 bis zum Oberst auf. Diesen Rang erhielt er am 22. Mai 1775. Am 30. November 1779 wurde er Inspekteur (Intendant) der für den bevorstehenden Krieg zusammengezogen Armee.
Im Januar 1787 ernannte ihn Friedrich Wilhelm II. zum Generalmajor der Kavallerie und am 25. Juni 1787 zum Assessor in Oberkriegskollegium. Dort war er im Departement Nr. 5 bis zu seinem krankheitsbedingten Abschied im gleichen Jahr für die Verpflegung zuständig.

### Familie
Er war mit Louise Marianne De Fillietaz (* 14. November 1741; † 1811) verheiratet. Das Paar hatte folgende Kinder:
- Emilie
- Alexandre Heinrich Theodor (stirbt unverheiratet in Bundken Ostpreußen)
- Louis Emanuel David Isaak Constantin (* 15. Mai 1761; † 19. Juni 1845) ⚭ Wilhelmina Johanna Moser (* 1785; † 6. Mai 1828 in Leiden)
- Charles Louis (* 22. Juni 1765; † 15. September 1829 in Saalfeld)

⚭ 1. Juli 1798 Maria Magdalena von Busch (* 9. September 1782; † 22. November 1799)
⚭ 24. Mai 1804 Louise Fredericke von Radecke (* 2. Januar 1788; † 24. Mai 1848)
- Jeanne Francoise Marianne (* 21. Februar 1771; † 22. März 1847 in Holländisch Batavia) ⚭ Jsaak Bouqeut (* 11. Juli 1776; † 3. November 1831 in Pekalongan)

Nach Priesdorff (Lit.) war er mit Henriette Luise von Götzen vermählt, mit der er den Sohn Franz Benjamin (* 23. Mai 1772 in Laukischken; † 6. Februar 1832 in Herford) hatte.